# Matěj Plšek
Matěj Plšek (* 10. ledna 2011 Mohelnice) je český zpěvák a kytarista.

## Život
Matěj Plšek pochází z Mohelnice. Hraje na ukulele, akustickou kytaru a klavír. Ve 2. třídě vyhrál školní pěveckou soutěž. V roce 2022 vyhrál pěveckou soutěž Hlas Česka a zároveň dvakrát v O2 Aréně vystoupil se skupinou Mirai.
V roce 2023 se účastnil soutěže Česko Slovensko má talent, kde od Štěpána Kozuba získal zlatý buzzer a postoupil do finále, kde skončil na druhém místě.
V současné době vystupuje s vlastní skupinou na různých hudebních akcích.
A kromě těch koncertů má i Autogramiádu. Ve městě Ždánice viděl tam Ríšu, podepsal mu na zápěstí, a měli společnou fotku.

## Diskografie

### EP
- Mám plán (2024)

### Písně
- Nebe (2024)
- Alien (2024)
- Bye Bye (2024)
- Zmatená (2025)
- Mraky příjdou (2024)
- Od boku (2024)
- Mám plán (2024)
- Lovestory (2024)
- Happy Days (2024)